# NGC 1709
NGC 1709 é uma galáxia lenticular (S0) localizada na direcção da constelação de Orion. Possui uma declinação de -00° 28' 40" e uma ascensão recta de 4 horas, 58 minutos e 44,0 segundos.
A galáxia NGC 1709 foi descoberta em 15 de Janeiro de 1849 por William Parsons.